# Makowiska (Basses-Carpates)
Pour les articles homonymes, voir Makowiska.
Makowiska est une localité polonaise de la gmina de Nowy Żmigród, située dans le powiat de Jasło en voïvodie des Basses-Carpates.